# W78

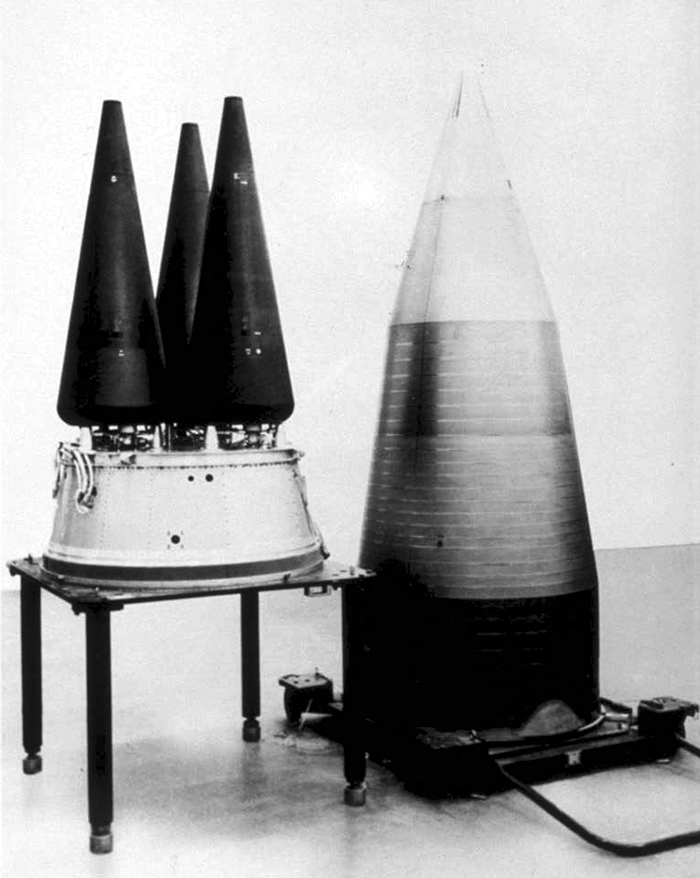
algumas ogivas W78 com um míssil contendo três ogivas.

W78 é uma linha de ogivas termonucleares de combate dos Estados Unidos da América, sendo testada pelo LGM-30 Míssil Minuteman, a W78 era usada em mísseis (com três ogivas cada), foram feitos 300 desses mísseis para minuteman 3, elas foram projetadas em 1974 no Laboratório Nacional de Los Alamos, e foram feitas em dezembro de 1979, registros desconfidencializados apontam que foram produzidas 1.086 ogivas.
A W78 foi feito combinando mecanismos de projetos anteriores como a W50, com uma fase primária de fusão mais evoluída. Ela tem um rendimento publicamente anunciado pelo governo de 335 a 350 quilotons, o seu diâmetro é de 21,3 polegadas, e altura de 71,3 polegadas, tem um peso que varia de 700 a 800 libras, ela não usa explosivos insensíveis de espoleta, com o TATB (o que significa que se receber uma batida ou uma rajada de fogo, ela irá explodir, e por isso deve ser transportada de maneira muito cuidadosa).